# (614689) 2020 XL5
(614689) 2020 XL5 est un astéroïde géocroiseur de moins d'un kilomètre actuellement troyen de la Terre. Dans un référentiel en rotation avec la Terre, la trajectoire de 2020 XL5 oscille autour du point de Lagrange L4 du système Soleil-Terre (60° en avant de la Terre sur son orbite). L'analyse de la stabilité de l'orbite troyenne de 2020 XL5 suggère qu'il restera autour du point L4 pendant plusieurs milliers d'années, jusqu'à ce que les perturbations gravitationnelles de Vénus déstabilisent sa configuration troyenne. Il est le deuxième troyen de la Terre découvert, après 2010 TK7 en 2010. 

## Découverte
(614689) 2020 XL5 a été découvert par Pan-STARRS 1 à l'observatoire du Haleakalā, à Hawaï, le 12 décembre 2020.

## Caractéristiques physiques
Sur la base d'une conversion magnitude-diamètre et d'une magnitude absolue mesurée de 20,16, (614689) 2020 XL5 mesure entre 250 et 550 mètres de diamètre pour un albédo géométrique supposé de 0,25 et 0,05 respectivement. Sa magnitude absolue est légèrement plus petite (donc plus brillante) que celle de 2010 TK7 (20,8), ce qui implique que 2020 XL5 a probablement un diamètre légèrement plus grand si l'on suppose que les deux ont les mêmes albédos géométriques. Cela fait de (614689) 2020 XL5 probablement le plus grand troyen de la Terre connu à ce jour.